# Chiesa di Santa Maria (Limpley Stoke)
La chiesa di Santa Maria (in inglese St Mary's church), è la parrocchiale anglicana che si trova a Limpley Stoke, villaggio e parrocchia civile della contea del Wiltshire nel Sud Ovest dell'Inghilterra, Regno Unito. La storia del luogo di culto inizia attorno al X secolo, rientra nella diocesi di Bath e Wells ed è considerato un monumento di seconda categoria per il suo particolare interesse storico e architettonico.

## Storia

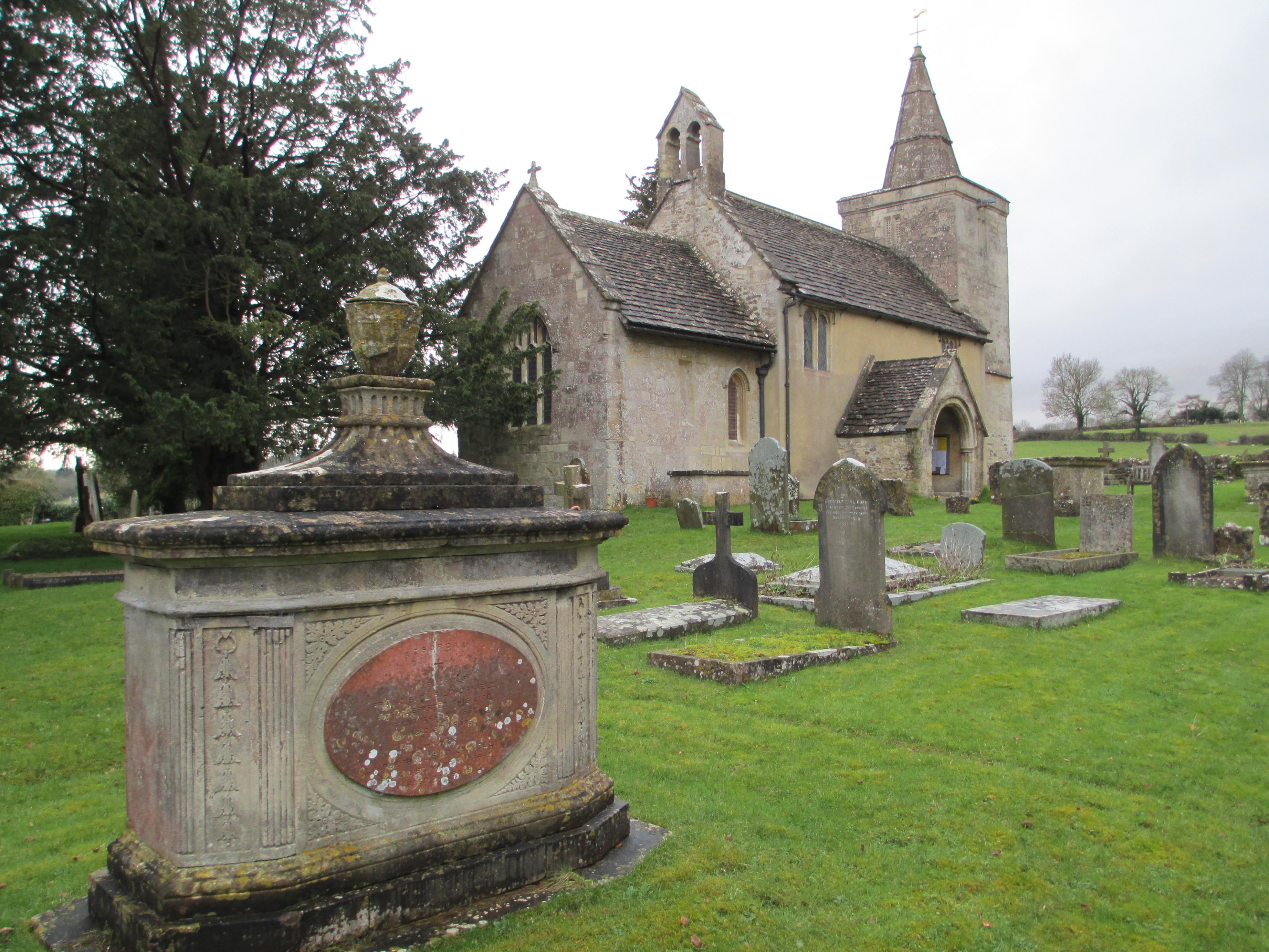
Chiesa di Santa Maria col suo cimitero. In primo piano la tomba di Francis Daniell, morto nel 1857

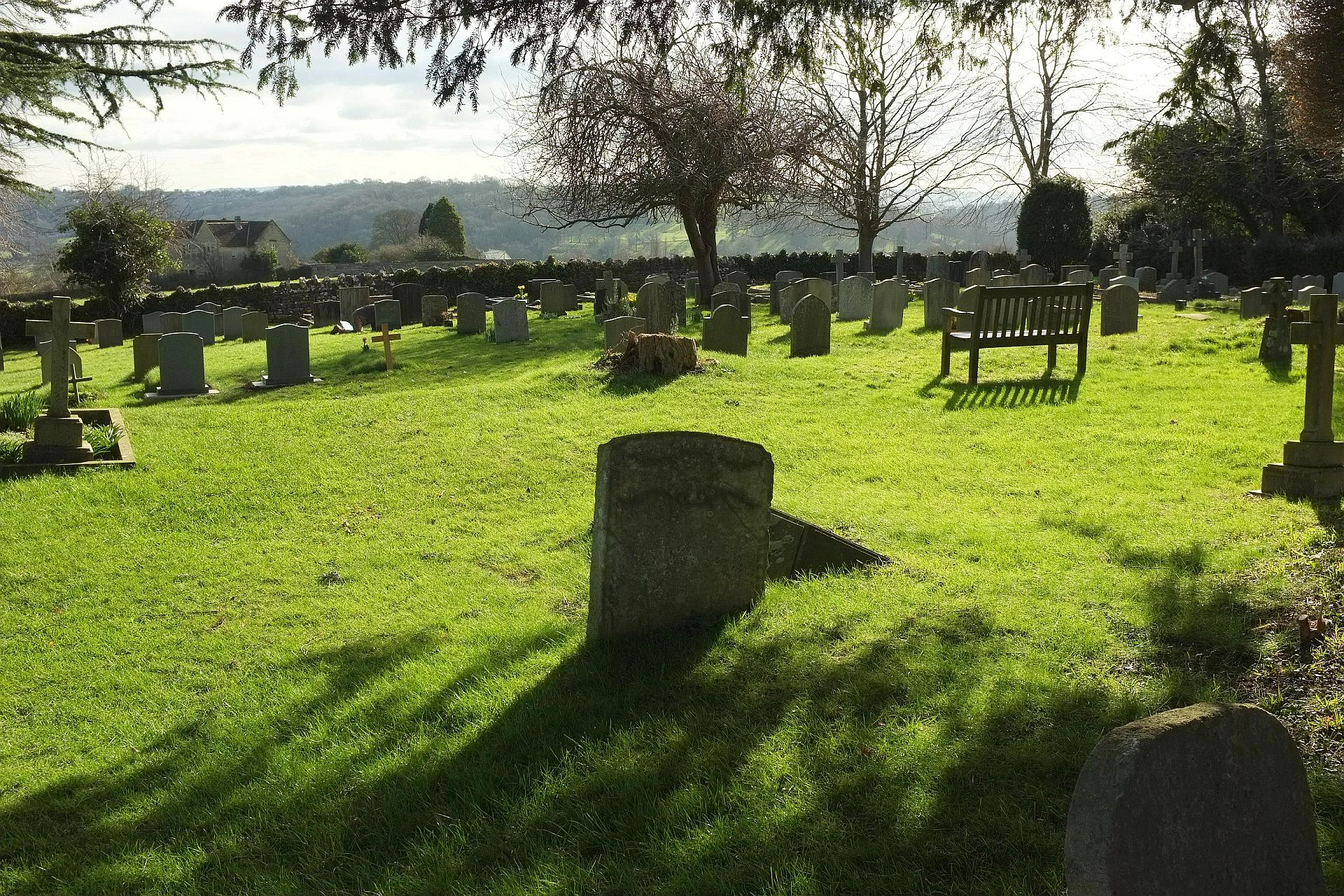
Parte dell'ampio cimitero che si trova attorno alla chiesa

Editta di Wilton, figlia del re Edgardo I d'Inghilterra,  detto Il Pacifico.  Fu badessa di Wilton venne canonizzata dopo la sua morte all'età di 22 anni. A lei venne dedicata a lungo la chiesa di Limpley Stoke. Dopo la costruzione del primo luogo di culto, avvenuta nel X secolo, in epoca sassone, questo venne varie volte ricostruito e ampliato. La navata centrale e forse le parti inferiori della torre sono le parti originali, fu oggetto poi di interventi nel XII secolo mentre il presbiterio e il portico nord furono aggiunti nel XIII secolo e nuove finestre furono inserite nel XV, quando fu costruita la guglia sulla torre. Il restauro del presbiterio e il rifacimento del tetto della navata furono eseguiti nel 1870 e nel 1921 furono aggiunte una navata laterale e la sagrestia.  Storicamente, sino dal 1349, la cappella di Limpley Stoke fu annessa a Bradford-on-Avon. Nel 1656 furono proposte delle modifiche, sebbene nessuna modifica permanente fu apportata fino al XIX secolo. La dedicazione a Editta di Wilton venne modifica circa cinquecento anni dopo la sua costruzione, e la sua nuova dedicazione è quella che ci è pervenuta.

## Descrizione
L'English Heritage ha inserito dal 13 novembre 1962 la chiesa di Santa Maria a Limpley Stoke tra gli edifici storici come monumento classificato di seconda categoria col numero 1364104. Il luogo di culto rientra nella diocesi di Bath e Wells.

### Esterni
Il luogo di culto si trova a est dell'abitato di Limpley Stoke, villaggio e parrocchia civile nel Sud Ovest, Inghilterra, Regno Unito, sulla strada verso Freshford, al confine tra l'antica parrocchia di Bradford e quella del Wiltshire. La struttura della navata è costruita con pietrisco disordinato, la parte del presbiterio è in bugnato e la torre è stata edificata in muratura squadrata e rigata. La torre ha un parapetto semplice e una breve guglia ottagonale. Nella sua cella sino al 1553 c'erano tre campane, ma due furono vendute nel 1788 per finanziare un'acquasantiera, un leggio e un pulpito in legno. La campana che ci è pervenuta risale al 1596 e i registri al 1707. All'estremità orientale della navata è presente un secondo campanile, a vela. Nel sagrato sono conservate dodici lastre di pietra a forma di bara risalenti al XIII e XIV secolo, gravemente deteriorate.

### Interni
La sala è di discrete dimensioni, con una navata centrale ed una navata laterale, separate da archi su pilatri. Al presbiterio si accede attraverso l'arco santo. Le vetrate del presbiterio e l'ingresso del portico arrotondato risalgono al XV secolo. La cantoria dell'organo si trova di fronte all'estremità occidentale della navata ed è costruita con pannelli del XVII secolo, mentre il fonte battesimale è di epoca recente. Il pulpito a muro si trova nella parete nord, all'estremità orientale della navata, è in pietra scolpita e risale al XV secolo. Nel tesoro si conserva una patena con calice elisabettiano del 1577 circa, uno dei più antichi del Wiltshire, una patena in argento dorato del 1884 circa, una fiaschetta di vetro, un secondo calice donato nel 1922, una patena donata nel 1950 e una scatola per ostie del 1935.